# Iwan Skwarcow
Iwan Skwarcow (ur. ok. 1788, zm. 25 sierpnia 1850) – rosyjski kupiec i przedsiębiorca budowlany prowadzący działalność w Warszawie.

## Życiorys
Był właścicielem wielobranżowego sklepu mieszczącego się w kamienicy Roeslera i Hurtiga. Brał udział w pracach m.in. przy budowie Cytadeli i Twierdzy Modlin, dostarczał materiały budowlane dla Kolei Warszawsko-Wiedeńskiej, a także współpracował z Leopoldem Kronenbergiem przy dzierżawie monopolu tabacznego. Był również asesorem Sądu Apelacyjnego do spraw handlowych.
W 1837 nabył na przetargu zdewastowany pałac Saski i zlecił Adamowi Idźkowskiemu jego przebudowę.
Został pochowany na cmentarzu ewangelicko-augsburskim w Warszawie w części przeznaczonej pierwotnie dla prawosławnych (aleja 23, grób 2). W 1851 na jego grobie zakończono budowę kaplicy zaprojektowanej przez Leona Karasińskiego.

## Życie prywatne
Był żonaty z Anastazją z Popowych.

## Oznaczenia
Kawaler Orderu Świętego Stanisława 3. klasy.